# Samuel M. Ralston

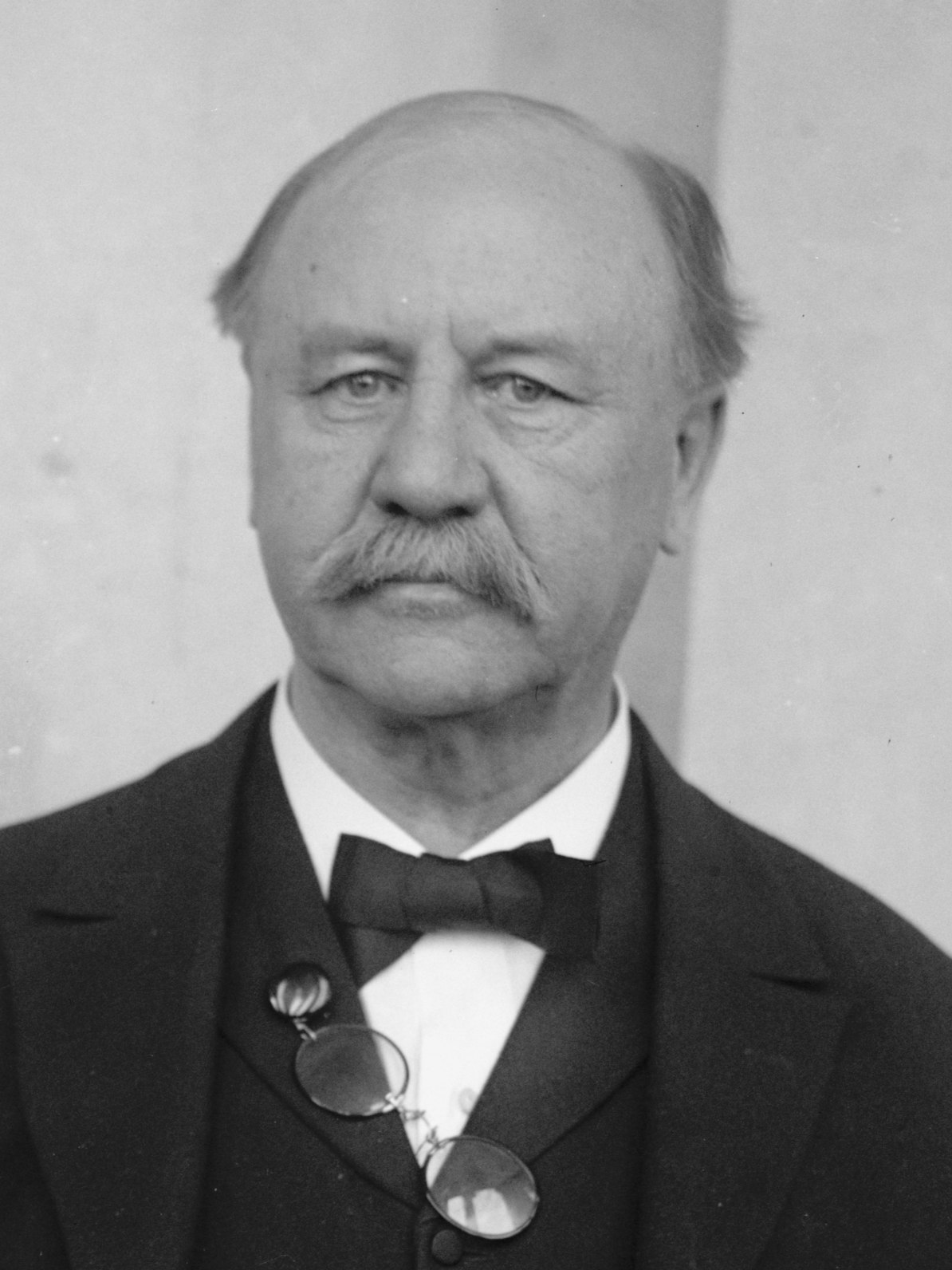
Samuel M. Ralston

Samuel Moffett Ralston, född 1 december 1857 i Tuscarawas County, Ohio, död 14 oktober 1925 nära Indianapolis, Indiana, var en amerikansk demokratisk politiker. Han var den 28:e guvernören i delstaten Indiana 1913-1917. Han representerade Indiana i USA:s senat från 4 mars 1923 fram till sin död.
Ralston utexaminerades 1884 från Central Normal College i Danville, Indiana. Han studerade därefter juridik och inledde 1886 sin karriär som advokat i Indiana. Ralston var elektor för Grover Cleveland i presidentval 1888 och 1892.
Ralston besegrade Progressiva partiets kandidat Albert J. Beveridge i guvernörsvalet 1912. Han efterträdde Thomas R. Marshall som guvernör i januari 1913. Efter fyra år som guvernör återgick Ralston till arbetet som advokat.
I senatsvalet 1922 vann Ralston mot Albert J. Beveridge som denna gång var republikanernas kandidat.
Ralstons grav finns på Oak Hill Cemetery i Lebanon, Indiana.